# Mariivka (Voronove), Sînelnîkove
Mariivka (în ucraineană Мар`ївка) este un sat în comuna Voronove din raionul Sînelnîkove, regiunea Dnipropetrovsk, Ucraina.

## Demografie
Componența lingvistică a localității Mariivka
     Ucraineană (86,49%)
     Rusă (13,51%)
Conform recensământului din 2001, majoritatea populației localității Mariivka era vorbitoare de ucraineană (86,49%), existând în minoritate și vorbitori de rusă (13,51%).